# Tipula twightae
Tipula twightae är en tvåvingeart som beskrevs av Alexander 1959. Tipula twightae ingår i släktet Tipula och familjen storharkrankar. Inga underarter finns listade i Catalogue of Life.